# Boehmeria capensis
Boehmeria capensis là loài thực vật có hoa trong họ Tầm ma. Loài này được Spreng. mô tả khoa học đầu tiên năm 1826.